# Liste der Wappen der Bezirksgemeinschaft Eisacktal
Die Liste der Wappen der Bezirksgemeinschaft Eisacktal beinhaltet alle in der Wikipedia gelisteten Wappen der Bezirksgemeinschaft Eisacktal in Südtirol in Italien. In dieser Liste werden die Wappen mit dem Gemeindelink angezeigt.

## Wappen der Bezirksgemeinschaft Eisacktal
Die Wappen der Bezirksgemeinschaft Eisacktal

Brixen
Barbian
Feldthurns
Klausen
Lajen
Lüsen
Mühlbach
Natz-Schabs
Rodeneck
Vahrn
Villanders
Villnöß
Waidbruck